# 強制
強制（）とは、相手が快諾しない物事を有無を言わせずに押し付けること。また、その物事を行うように命令すること。その物事を相手の許可なく行使すること。
通常、相手が快諾しない物事は押し付けるべきではないが、正当な理由がある場合はその理由の下に命令、または行使することができる。

## 用語
- 強制執行
- 行政上の強制執行
  - 強制徴収
- 即時強制
- 間接強制